# Dextellia dorsilineella
Dextellia dorsilineella là một loài bướm đêm thuộc họ Gracillariidae. Nó được tìm thấy ở Tây Ban Nha, Ý, Hy Lạp, Malta, Turkmenistan, Israel, the Palestinian Territory, cũng như Maroc và Tunisia.